# Composetia kumensis
Composetia kumensis is een borstelworm uit de familie van de Nereididae. De wetenschappelijke naam van de soort werd voor het eerst geldig gepubliceerd in 2020 door Sato.